# 2016 en économie (discipline)
Cet article présente les faits marquants de l'année 2016 en économie.

## Décès

### Février
- 3 février : József Kasza - Économiste et homme politique serbe, d'origine hongroise.

### Mars
- 12 mars : Lloyd Shapley - Mathématicien et économiste américain, Prix Nobel (2012).
- 25 mars : Lester Thurow - Économiste américain.